# Alain Dessons
Alain Dessons (* 8. September 1939 in Villiers-le-Bel) ist ein ehemaliger französischer Fußballspieler und -trainer.

## Karriere
Dessons begann seine Karriere als Torwart beim SO Montpellier. In der Saison 1959/60 wurde er erstmals in zwei Spielen eingesetzt. 1961 feierte er mit dem Team den Aufstieg von der zweiten in die erste Liga, war daran jedoch mit keinem einzigen Einsatz beteiligt. In den beiden folgenden Erstligaspielzeiten kam er auf insgesamt 23 Einsätze. Nach dem Abstieg 1963 konnte er sich als Stammtorwart durchsetzen. 1969 wechselte er zum Ligakonkurrenten Sporting Toulon, den er aber schon 1970 bei seinem Wechsel zum AC Arles wieder verließ. Dort spielte er weitere vier Jahre. Dann beendete er 1974 nach 23 Erst- und 388 Zweitligaspielen seine aktive Karriere. Direkt im Anschluss wurde Dessons zum Cheftrainer der Mannschaft. Von 1978 bis 1979 trainierte er für ein Jahr den unterklassigen Verein Stade Beaucaire. Ab 1986 war er erneut Trainer in Arles. Dieses Amt übte er bis 1992, blieb danach noch bis 2005 Co-Trainer.